# Finale della Coppa Intercontinentale FIFA 2024
La finale della Coppa Intercontinentale FIFA 2024 si è disputata mercoledì 18 dicembre 2024 allo stadio Iconico di Lusail tra gli spagnoli del Real Madrid, vincitori della UEFA Champions League 2023-2024, e i messicani del Pachuca, vincitori della CONCACAF Champions Cup 2024.
La competizione è stata vinta dal Real Madrid, al primo titolo nella manifestazione, il sesto quale campione del mondo FIFA dopo i cinque successi nella Coppa del mondo per club, e il nono titolo complessivo quale campione del mondo annuale contando anche i tre successi nella Coppa Intercontinentale.

## Squadre partecipanti
Nota bene: nella seguente tabella sono indicate anche le partecipazioni precedenti alle finali della Coppa Intercontinentale (1960-2004) e della Coppa del mondo per club FIFA (2000 e 2005-2023), che assegnavano il titolo di campione mondiale per club.
| Squadra     | Confederazione | Qualificazione                                  | Partecipazioni precedenti (in grassetto indica la vittoria)                |
| ----------- | -------------- | ----------------------------------------------- | -------------------------------------------------------------------------- |
| Real Madrid | UEFA           | Vincitore della UEFA Champions League 2023-2024 | CI: 5 (1960, 1966, 1998, 2000, 2002) CMC: 5 (2014, 2016, 2017, 2018, 2022) |
| Pachuca     | CONCACAF       | Vincitore della CONCACAF Champions Cup 2024     | Nessuna                                                                    |

## Cammino verso la finale
Gli spagnoli del Real Madrid, vincitori della UEFA Champions League 2023-2024, sono qualificati direttamente alla finale. La seconda squadra finalista sono i messicani del Pachuca, vincitori della CONCACAF Champions Cup 2024, che hanno iniziato il loro cammino sconfiggendo 3-0 i brasiliani del Botafogo, vincitori della Coppa Libertadores 2024, nel Derby delle Americhe. Successivamente si sono imposti 6-5 ai tiri di rigore dopo lo 0-0 dei tempi supplementari sugli egiziani dell'Al-Ahly, vincitori della CAF Champions League 2023-2024, nella Challenger Cup.

## Tabellino
| Arbitro: | Jesús Valenzuela |

|                                            |           |  |
| Mbappé 37’ Rodrygo 53’ Vinícius 84’ (rig.) | Marcatori |  |

| Real Madrid | Pachuca |

| P               | 1  | Thibaut Courtois    |     |
| D               | 17 | Lucas Vázquez       | 88’ |
| D               | 14 | Aurélien Tchouaméni |     |
| D               | 22 | Antonio Rüdiger     |     |
| D               | 20 | Fran García         |     |
| C               | 8  | Federico Valverde   |     |
| C               | 6  | Eduardo Camavinga   | 61’ |
| C               | 11 | Rodrygo             | 70’ |
| C               | 5  | Jude Bellingham     | 88’ |
| C               | 7  | Vinícius Júnior     |     |
| A               | 9  | Kylian Mbappé       | 61’ |
| A disposizione: |    |                     |     |
| P               | 13 | Andriy Lunin        |     |
| P               | 26 | Fran González       |     |
| D               | 18 | Jesús Vallejo       |     |
| D               | 29 | Yusi                |     |
| D               | 35 | Raúl Asencio        | 88’ |
| D               | 39 | Lorenzo Aguado      |     |
| C               | 10 | Luka Modrić         | 70’ |
| C               | 15 | Arda Güler          | 88’ |
| C               | 19 | Dani Ceballos       | 61’ |
| A               | 16 | Endrick             |     |
| A               | 21 | Brahim Díaz         | 61’ |
| Allenatore:     |    |                     |     |
| Carlo Ancelotti |    |                     |     |

| P                | 25 | Carlos Moreno    |       |     |
| D                | 24 | Luis Rodríguez   |       | 75’ |
| D                | 2  | Sergio Barreto   |       |     |
| D                | 33 | Andrés Micolta   |       |     |
| D                | 8  | Bryan González   |       |     |
| C                | 28 | Elías Montiel    |       |     |
| C                | 5  | Pedro Pedraza    | 51’   |     |
| C                | 6  | Nelson Deossa    |       | 88’ |
| C                | 26 | Alán Bautista    |       | 75’ |
| C                | 11 | Oussama Idrissi  |       | 88’ |
| A                | 23 | Salomón Rondón   | 90+3’ |     |
| A disposizione:  |    |                  |       |     |
| P                | 12 | David Shrem      |       |     |
| P                | 31 | José Eulogio     |       |     |
| D                | 3  | Alonso Aceves    |       |     |
| D                | 22 | Gustavo Cabral   |       |     |
| D                | 32 | Carlos Sánchez   |       | 75’ |
| D                | 35 | Jorge Berlanga   |       |     |
| C                | 10 | Ángel Mena       |       | 75’ |
| C                | 14 | Alfonso González |       |     |
| C                | 30 | Sergio Hernández |       | 88’ |
| C                | 40 | José Saldívar    |       |     |
| A                | 7  | Faber Gil        |       |     |
| A                | 9  | Borja Bastón     |       |     |
| A                | 18 | Alexéi Domínguez |       | 88’ |
| A                | 27 | Owen González    |       |     |
| A                | 29 | Sergio Aguayo    |       |     |
| Allenatore:      |    |                  |       |     |
| Guillermo Almada |    |                  |       |     |

| Assistenti arbitrali: Jorge Urrego (Venezuela) Tulio Moreno (Venezuela) Quarto ufficiale: Iván Barton (El Salvador) Assistente di riserva: David Moran (El Salvador) VAR: Juan Soto (Venezuela) Assistente al VAR: Tatiana Guzmán (Nicaragua) Supporto al VAR: Rob Dieperink (Paesi Bassi) | Regole dell'incontro: - due tempi regolamentari da 45 minuti ciascuno; - due tempi supplementari da 15 minuti ciascuno in caso di parità; - tiri di rigore in caso di ulteriore parità; inizialmente cinque per squadra, e a oltranza fino a spareggio in caso di ulteriore parità; - numero massimo di 26 giocatori per squadra a referto (11 in campo e 15 come potenziali sostituti); - cinque sostituzioni permesse nei tempi regolamentari; una sesta permessa nei tempi supplementari. |

## Statistiche
| Statistiche       | Real Madrid | Pachuca |
| ----------------- | ----------- | ------- |
| Reti segnate      | 3           | 0       |
| Tiri totali       | 12          | 10      |
| Tiri in porta     | 4           | 4       |
| Possesso palla    | 65%         | 35%     |
| Calci d'angolo    | 6           | 5       |
| Falli commessi    | 14          | 13      |
| Fuorigioco        | 1           | 1       |
| Cartellini gialli | 0           | 2       |
| Cartellini rossi  | 0           | 0       |